# Liste der Monuments historiques in Osthouse
Die Liste der Monuments historiques in Osthouse führt die Monuments historiques in der französischen Gemeinde Osthouse auf.

## Liste der Bauwerke
| Bezeichnung          | Beschreibung                                                                                      | Standort                | Kennzeichnung | Schutzstatus | Datum | Bild           |
| -------------------- | ------------------------------------------------------------------------------------------------- | ----------------------- | ------------- | ------------ | ----- | -------------- |
| Schloss Osthausen    | Wasserschloss, 15. und 16. Jahrhundert                                                            | 2 rue du Château (Lage) | PA00084878    | Classé       | 1983  | weitere Bilder |
| Kirche St-Barthélemy | Turmsockel möglicherweise romanisch, Schiff und Chor von 1769; mit Friedhofsportal und Grabmälern | Rue du Château (Lage)   | PA00084879    | Classé       | 1927  | weitere Bilder |

## Liste der Objekte
| Bezeichnung                                                   | Beschreibung                                                | Standort                            | Kennzeichnung | Schutzstatus | Datum | Bild |
| ------------------------------------------------------------- | ----------------------------------------------------------- | ----------------------------------- | ------------- | ------------ | ----- | ---- |
| Grabdenkmal für Hugo Zorn den Jüngeren                        | Sandstein, 1321; seit 1993 im Frauenhausmuseum in Straßburg | ehemals im Schloss Osthausen (Lage) | PM67000227    | Classé       | 1983  |      |
| Grabdenkmal für Jörg Zorn von Bulach und Ursula von Landsberg | Sandstein, 1567                                             | im Schloss Osthausen (Lage)         | PM67000228    | Classé       | 1983  |      |